# Selecció d'hoquei sobre patins masculina del Brasil
La selecció d'hoquei sobre patins masculina de Brasil és l'equip masculí que representa la Confederação Brasileira de Hóquei e Patinação (CBHP) en competicions internacionals d'hoquei sobre patins. La CBHP es va fundar l'any 1988.
L'any 1990 va guanyar el Campionat del Món "B".

## Palmarès
- 1 Campionat del món "B" : 1990